# Chrysolina schatzmayri
Chrysolina schatzmayri is een keversoort uit de familie bladkevers (Chrysomelidae). De wetenschappelijke naam van de soort werd in 1916 gepubliceerd door Müller.